# Philippe Cohen
Pour les articles homonymes, voir Cohen.
Philippe Cohen, né le 9 octobre 1953 à Béni Saf (Algérie) et mort le 20 octobre 2013 à Paris 15e, est un journaliste d'enquête et essayiste français. Il a notamment été rédacteur en chef d'InfoMatin, puis rédacteur en chef adjoint de l'hebdomadaire Marianne, où il a été responsable des questions économiques et sociales, puis grand reporter.
Philippe Cohen est l'un des membres fondateurs de la Fondation du 2-Mars (initialement Fondation Marc-Bloch) et son premier secrétaire général de 1998 à 2000.

## Biographie
Né à Béni Saf, en Algérie, il a pour sage-femme sa tante, qui s'occupe également de Bernard-Henri Lévy. Philippe Cohen milite dans sa jeunesse à la Ligue communiste révolutionnaire dont il sera exclu.
Il est journaliste à Libération, puis au Monde.
Il publie des enquêtes très médiatisées, en particulier La Face cachée du Monde avec Pierre Péan en 2003. En 2005, il présente sa biographie de Bernard-Henri Lévy comme une tentative de « description réelle de notre appareil d'information », l'essayiste devenant le parangon d'une gauche libérale, bourgeoise, opposée aux valeurs républicaines dans lesquelles se reconnaît Philippe Cohen. En 2006, il publie avec le scénariste Richard Malka et le dessinateur Riss une enquête en bande dessinée (La Face karchée de Sarkozy), qui s'est vendue à plus de 200 000 exemplaires.
Il est le rédacteur en chef de la version internet du journal Marianne, de 2007 à 2012, mis à part une interruption entre octobre 2008 et mai 2009. L'intérim a alors été assuré par Éric Dupin, puis Bénédicte Charles. En désaccord avec Maurice Szafran sur la stratégie numérique à adopter, il quitte ses fonctions pour le site Internet du magazine à l'été 2012, à la veille du lancement du nouveau site Internet du titre, et devient grand reporter pour la version papier.
En octobre 2008, il devient le rédacteur en chef de Vendredi, hebdomadaire diffusant des textes issus d'Internet (sites d'information et blogs). Le journal cesse de paraître en juin 2009.
En 2012, il publie avec Pierre Péan Le Pen : Une histoire française. L'ouvrage, vivement commenté dans les médias, est violemment critiqué par le PDG de l'hebdomadaire Marianne, Maurice Szafran, qui l'accuse de « réhabiliter » Jean-Marie Le Pen. Celui-ci doit alors demander un droit de réponse dans l'hebdomadaire, dont il décide par la suite de démissionner.
Le 20 octobre 2013, il meurt à Paris des suites d'un cancer. Il est enterré au cimetière du Père-Lachaise (9e division).
Il avait une fille et un fils de deux précédents mariages et deux filles avec son épouse Sandrine Palussière, directrice de la collection Mille et Une Nuits, chez Fayard.

## Publications

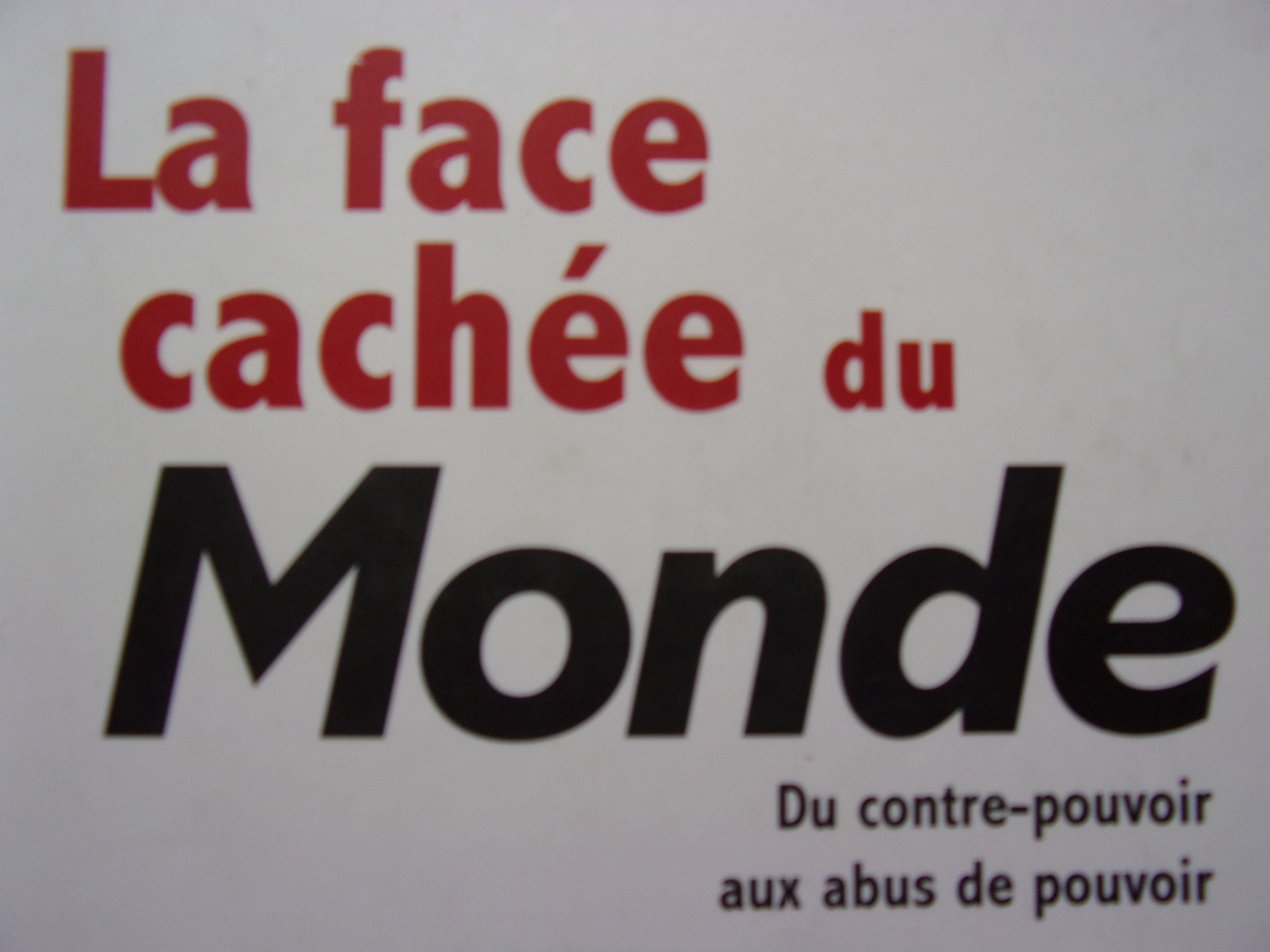

- Le bluff républicain : à quoi servent les élections ?, Paris, Arléa, 1997, 342 p. (ISBN 2-86959-366-X)
- Protéger ou disparaître : les élites face à la montée des insécurités, Paris, Gallimard, coll. « Hors série Connaissance », 1999, 272 p. (ISBN 2-07-075532-0, présentation en ligne)
- avec Pierre Péan, La Face cachée du Monde : du contre-pouvoir aux abus de pouvoir, Paris, Mille et une nuits, coll. « Document », 24 février 2003, 640 p. (ISBN 2-84205-756-2, présentation en ligne)
- BHL : une biographie, Paris, Fayard, coll. « Document », 12 janvier 2005, 462 p. (ISBN 2-213-61903-4, présentation en ligne)Biographie de Bernard-Henri Lévy
- avec Luc Richard, La Chine sera-t-elle notre cauchemar ? Les dégâts du libéral-communisme en Chine et dans le monde, Paris, Mille et une nuits, coll. « Essai », 26 octobre 2005, 248 p. (ISBN 2-84205-928-X, présentation en ligne)
- La Face kärchée de Sarkozy, avec Richard Malka (coscénario) et Riss (dessinateur), novembre 2006, chez Vents d'Ouest, Issy-les-Moulineaux, et Fayard, Paris, 155 p.  (ISBN 2-7493-0309-5) Enquête sous forme de bande dessinée sur Nicolas Sarkozy avant son accession à la présidence de la République lors de l'élection présidentielle de 2007 ; suivi, après son élection, de :
  - La Face kärchée de Sarkozy, la suite : Sarko 1er, 2007, 37 p.  (ISBN 978-2-7493-0400-7) ;
  - Rien à branler, supplément au no 828 de Charlie Hebdo, 30 avril 2008, 32 p.
  - Carla et Carlito ou La vie de château, éd. 12 bis-Fayard, 2008, 64 p.  (ISBN 978-2-35648-034-7)
- Notre métier a mal tourné : deux journalistes s'énervent, Paris, Mille et une nuits, coll. « Document », 23 janvier 2008, 242 p. (ISBN 978-2-755-50041-7, présentation en ligne)
- Le Vampire du Milieu, avec Luc Richard. Mille et une nuits, 2010, 320 pages
- Le Pen : Une histoire française, avec Pierre Péan, éditions Robert Laffont, 2012, 548 p.,  (ISBN 2221123832 et 978-2221123836)